# 中之嶽神社
中之嶽神社（なかのたけじんじゃ）は、群馬県甘楽郡下仁田町上小坂にある神社である。祭神は日本武尊外16柱。本来は往昔元「波胡曽神（はこそかみ）」を山の主と祀られていたが、倭建尊（日本武尊、やまとたけるのみこと）が勅命に依り関東御巡行の際に妙義山に登嶽したと伝えられている。

## 概要
妙義山の南麓に鎮座する轟岩（とどろきいわ）を神体とする巨岩信仰の神社である。轟岩に隣接して拝殿が建立されており、本殿を持たない社殿形式となっている。轟岩の名は、日露戦争前、第15連隊の等々力森蔵大尉（のち中将）が岩上で逆立ちしたことに由来する。
境内には甲子大国神社（きのえねおおくにじんじゃ）があり、平成17年（2005年）には金色の日本一大きい大黒像（高さ20メートル、重さ8.5トン）が鎮座している。大国主命（大黒天）を祀っている。子の神様であるので甲子園にあやかりたい野球チームの参拝もあり、野球の神様としてお守りも置いてある。
境内には神社が経営する中之嶽ドライブインがあり、お土産の購入や食事ができる。

## 歴史
東征の折山中の賊を討伐したとの伝承から、日本武尊を祀る。創建は白鳳2年（7世紀後半）とも、欽明天皇の御代（6世紀）に妙形氏によって創建されたとも伝わる。大国主命は嵯峨天皇の御代（809年 - 823年）、弘法大師空海によって祀られたとされる。
寿永元年（1182年）藤原祐胤という人物が神剣を奉斎したという。正平5年（1350年）藤原冬房の弟・無夢上人が祠堂を守ったという。
元和3年（1617年）、後北条氏の家臣であったという加藤長清という人物が再興を行った。
江戸時代には金洞山巌高寺という別当寺が置かれた。小幡藩主の織田氏・松平氏によって社殿が造営され、小幡藩の鎮守社とされたという。

## 文化財
下仁田町指定重要文化財
- 高橋道斎譔并（せんへい）書による長清道士之碑（昭和63年3月22日指定）[6] - 下仁田の書家・高橋道斎が安永7年（1778年）に建立した碑で、中之嶽神社の中興・長清道士（妙義神社中興の僧・長清とは別人）の伝を記す。それによれば長清は後北条氏の家臣だったが父の仇を討つために金洞山に籠もり、討ち果たした後も金洞山に隠れ、延宝元年（1673年）148歳の長寿で亡くなったという[3]。

## ギャラリー

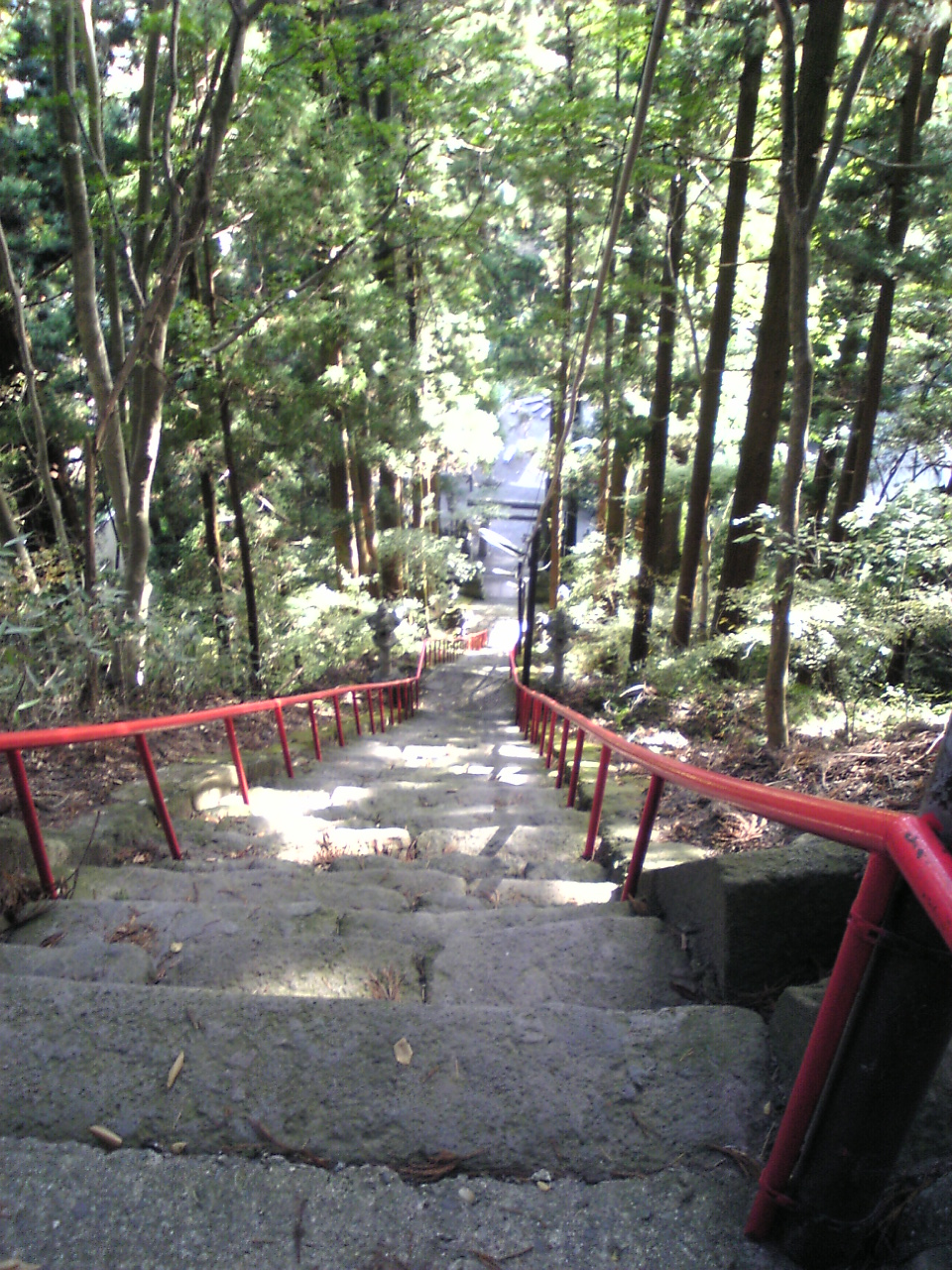
参道
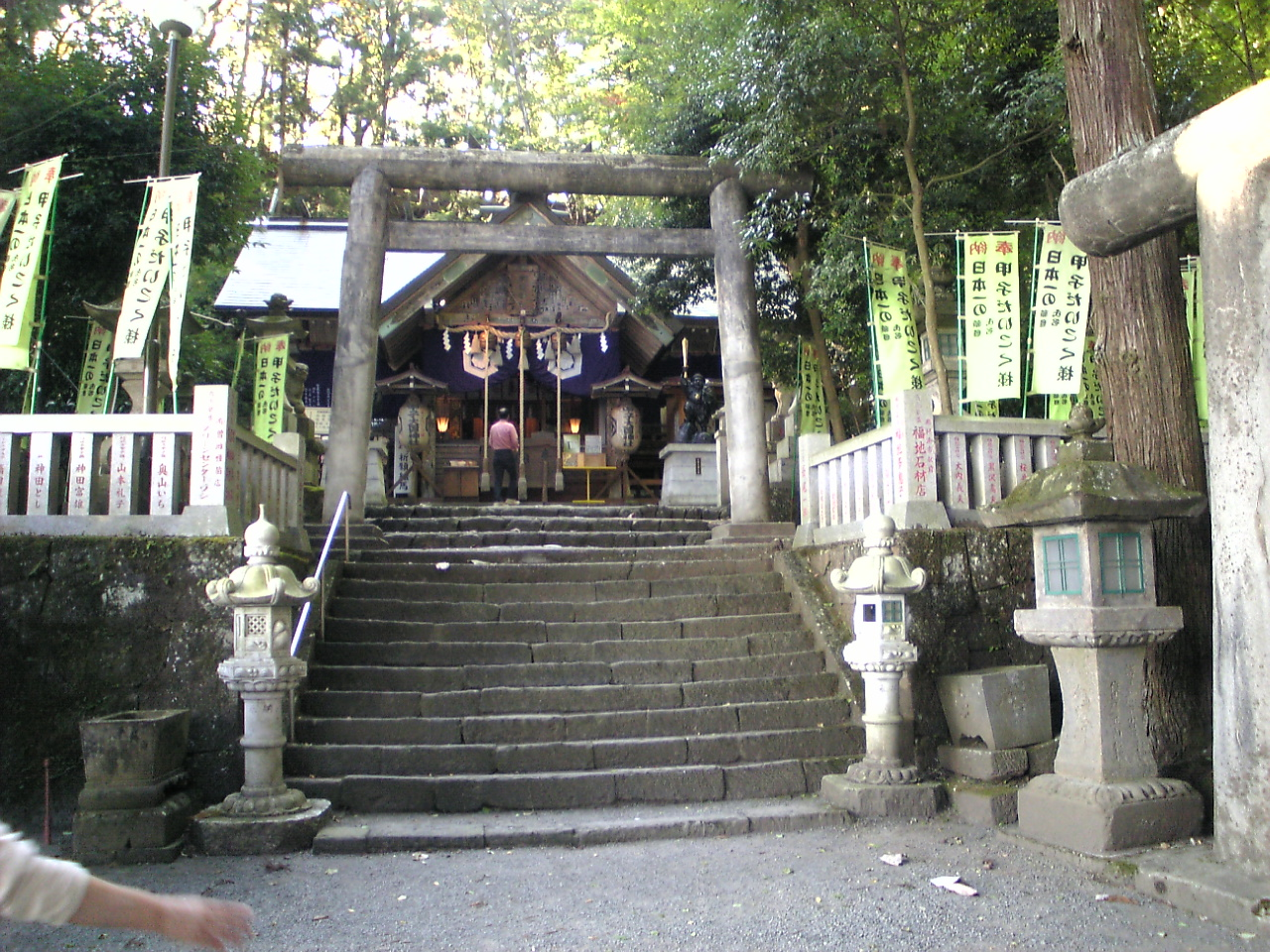
参道ふもとの中之嶽大国神社
日本一のだいこく様

## アクセス
いずれも上信越自動車道。
- 上越・長野方面から

松井田妙義インターチェンジから15分 
- 東京・高崎方面から

下仁田インターチェンジから25分
なお、公共交通機関で当地を訪れることはできない。